# Station Głębokie Międzyrzeckie
Station Głębokie Międzyrzeckie is een spoorwegstation in de Poolse plaats Głębokie.